# Gonadoliberin
Gonadoliberin (synonym: Gonadotropin-Releasing-Hormon; GnRH) ist ein im Hypothalamus gebildetes Hormon, welches bei Säugetieren und anderen Wirbeltieren die Synthese und Sekretion der Gonadotropine des Hypophysenvorderlappens stimuliert. Weitere Synonyme für das Hormon sind Gonadorelin (Freiname), Gonadotropin Releasing-Hormon 1 (GnRH1) oder luteinisierendes Hormon Releasing-Hormon (LH-RH) bzw. follikelstimulierendes Hormon Releasing-Hormon (FSH-RH) und Folliberin.

## Entwicklung
Die Gonadoliberin-produzierenden Zellen wandern während der Embryonalentwicklung aus der nasalen Plakode in das Vorderhirn ein. Die Zellkörper liegen in der Regio supraoptica des Hypothalamus, die Ausläufer (Axone) der Neurone reichen bis in die laterale Eminentia mediana.

## Struktur
Das humane Peptid Gonadoliberin besteht aus zehn Aminosäuren, es handelt sich also um ein Dekapeptid mit der Sequenz: pyroGlu-His-Trp-Ser-Tyr-Gly-Leu-Arg-Pro-Gly-NH2. Der Precursor des Peptids hat eine Größe von 69 Aminosäuren. Der Genlocus der codierenden DNA-Sequenz befindet sich auf dem Chromosom 8.

## Synthese und Sekretion
Gonadoliberin wird im Hypothalamus synthetisiert und an der Eminentia mediana pulsatil, d. h. in Stößen von 90 bis 120 Minuten, ins Blut über das hypothalamisch-hypophysäre Pfortadersystem abgegeben. Pulsgeber ist der Nucleus arcuatus. Die periodische Form der Stimulierung ist Voraussetzung für die Gonadotropin-Sekretion durch die Hypophyse.

## Wirkung
Das Hormon regt die Hypophyse an, die Hormone FSH und LH auszuschütten, die die Funktion der Eierstöcke und der Hoden regulieren.
Es wirkt im Hypophysenvorderlappen über Bindung an einen G-Protein-gekoppelten Rezeptor (gonadotropin-releasing hormone receptor). Dessen Aktivierung bewirkt über den Second Messenger Inositoltriphosphat (IP3) einen Anstieg des intrazellulären Spiegels an Calcium-Ionen (Ca2+), was zur Hormonwirkung, d. h. der Bildung und Sekretion der Gonadotropine des Hypophysenvorderlappens, führt. Der genannte Rezeptor für Gonadoliberin ist auch in der Brustdrüse, den Lymphozyten, dem Eierstock und der Prostata ausgebildet.
Die Plasmahalbwertszeit beträgt weniger als 10 Minuten.

## Erkrankungen
Genetische Defekte des Gonadoliberin-Rezeptors werden als eine Ursache des hypogonadotrophen Hypogonadismus genannt.

## Therapeutischer Einsatz

### Zyklische Dosierung
Gonadoliberin wird therapeutisch bei Fruchtbarkeitsstörungen bei Frauen eingesetzt, um die Funktion der Eierstöcke anzuregen. Dazu wird das Hormon stoßweise in Intervallabständen von 60–90 Minuten über Injektionspumpen in das Blut gegeben. Bei optimaler Wirkung wird durch das Hormon im Eierstock der Eisprung herbeigeführt. Die alternative Behandlung durch die Gabe von Gonadotropin führt häufig zu Überstimulierungen und Mehrlingsschwangerschaften durch mehrere parallele Eisprünge, was bei Gonadorelin-Gabe selten auftritt.

### Konstante Dosierung
Bei einer dauerhaften Gabe von GnRH-Analoga kommt es zu einer Herabregulation der Gonadoliberin-Rezeptoren, wodurch die Gonadotropinsekretion stark vermindert wird. Als Effekt sinkt die Bildung von Sexualhormonen in den Gonaden und versiegt schließlich vollständig. Dieser Effekt wird bei der Behandlung von Pubertas praecox, Prostata- und Mammakarzinomen, bei der Endometriose und Mastodynie, sowie als geschlechtsangleichende Maßnahme genutzt.

## Handelsnamen
Monopräparate

Kryptocur (D, A), LHRH Ferring (D), Lutrelef (D, CH), Relefact (D)